# Assemblea Popular
Assemblea Popular (AP) és un partit polític esquerrà de l'Uruguai, fundat el 2006 per un grup de dissidents del sector d'extrema esquerra del Front Ampli.
L'AP és un moviment que desenvolupa idees del maoisme, el leninisme, el marxisme i el comunisme. Es va formar per part de grups escindits del FA (Moviment 26 de Març, Partit Humanista de l'Uruguai, Refundació Comunista, Partit Bolxevic de l'Uruguai, etcètera), els quals consideraven que aquest partit havia adoptat polítiques més freqüents dels sectors de la dreta.
Durant el 2008, totes les enquestes havien pronosticat una previsió de vot igual o inferior a l'1%, mentre que el Partit Independent es mantenia amb un 3%. Durant les eleccions presidencials del 2009, l'AP no va arribar a obtenir l'1% dels vots, aconseguint-ne un 0,67% dels sufragis escrutats.